# Paracobitis tigris
Paracobitis tigris is een straalvinnige vissensoort uit de familie van de bermpjes (Nemacheilidae). De wetenschappelijke naam van de soort is voor het eerst geldig gepubliceerd in 1843 door  Johann Jakob Heckel.
P. tigris werd in 1836 verzameld in de rivier Quwaiq bij Aleppo (Syrië) tijdens een wetenschappelijke reis van de geoloog Joseph Russegger.